# Вопленко, Николай Николаевич
Никола́й Никола́евич Во́пленко (род. 13 сентября 1941, Даниловка, Сталинградская область) — советский и российский правовед, доктор юридических наук, профессор. Как представитель научной школы своего научного руководителя Михаила Иосифовича Байтина является приверженцем нормативистского правопонимания. Специалист по теории права, в сферу научных интересов входят вопросы законности и справедливости.
В разное время преподавал в Волгоградской академии МВД России, Волгоградском государственном университете, Волгоградском институте бизнеса. В качестве научного руководителя подготовил 13 кандидатов наук, двое из которых впоследствии стали докторами. Являлся членом диссертационных советов в Саратовском юридическом институте и Волгоградском государственном университете.

## Биография
Родился 13 сентября 1941 года в селе Даниловка Сталинградской области (в настоящее время — рабочий посёлок в Волгоградской области). В 1959 году окончил школу № 7 городе Михайловке, после чего в течение года работал на Михайловском цементном заводе. В 1960—1963 годах проходил срочную военную службу на Черноморском флоте в Севастополе.
По окончании военной службы поступил на юридический факультет Казанского государственного университета. Во время обучения принимал участие в деятельности студенческих отрядов, был награждён медалью «За освоение целинных земель». В 1967 году с отличием окончил вуз по специальности «правоведение».
С 1967 года до марта 1970 года работал старшим следователем, прокурором в прокуратуре Башкирской АССР. 
В 1968 году поступил в заочную аспирантуру Саратовского юридического института имени Д. И. Курского, которую окончил в 1972 году. Научным руководителем при написании диссертации был Михаил Иосифович Байтин. В том же году получил научную степень кандидата юридических наук по итогам защиты диссертации на тему «Акты толкования советского социалистического права».
В марте 1970 года поступил на работу на кафедру теории и истории государства и права Высшей следственной школы МВД СССР в Волгограде (позднее — Волгоградская академия МВД России). Работал на должностях от преподавателя до профессора кафедры.
В 1984 году получил научную степень доктора юридических наук по итогам защиты в Всесоюзном научно-исследовательском институте советского законодательства диссертации на тему «Теоретические проблемы режима законности в применении норм социалистического права».
В 1995 году вышел в отставку в звании полковника милиции, покинул Волгоградскую академию МВД России.
С мая 1995 года учёный работает на кафедре теории и истории государства и права Волгоградского государственного университета: до 2008 года в должности заведующего кафедрой, с 2008 по 2013 год — как профессор. Благодаря деятельности Николая Николаевича была открыта аспирантура и докторантура по специальности. С 2007 по 2013 являлся главным редактором научного журнала университета по направлению юриспруденции.
После 2013 года Н. Н. Вопленко продолжил педагогическую деятельность в Волгоградском институте бизнеса.

## Научная деятельность
Н. Н. Вопленко является последователем нормативистской научной школы доктора юридических наук, профессора Михаила Иосифовича Байтина, под руководством которого он защитил кандидатскую диссертацию.
В круг научных интересов Николая Николаевича входят вопросы методологии правовой науки, проблемы применения и реализации права, толкования права, правосознания, правоприменительной практики, обеспечения законности и справедливости правового регулирования.
Учёный является автором более двухсот научных публикаций. Научные статьи Николая Николаевича с 1978 года публикуются в таких ведущих юридических журналах как «Известия высших учебных заведений. Правоведение» (позднее — «Правоведение»), «Советское государство и право» (позднее — Государство и право), «Правовая политика и правовая жизнь» (издание Саратовского филиала Института государства и права РАН). Ряд монографий являются знаковыми для советской и российской теории государства и права. Так, монография «Социалистическая законность и применение права» (1983) получила в целом положительную рецензию Николая Васильевича Витрука, который среди достоинств работы выделил введение понятия механизма внедрения режима законности в правоприменительную деятельность; разработку проблем нарушений законности; анализ методов и этапов устранения ошибок в правоприменительной деятельности; исследование политического режима, законности и правоприменения в едином механизме их взаимодействия. В рецензии на другую монографию «Толкование права» (2007) Валерий Павлович Реутов отметил некоторую эволюцию научных взглядов учёного по сравнению с изданной более 30 лет назад монографией «Официальное толкование права» (1976), обращение к герменевтике в процессе толкования права. В качестве наиболее интересных и дискуссионных вопросов приводится концепция правотворческого толкования, в соответствии с которой правовые позиции Конституционного суда Российской Федерации рассматриваются через призму их правотворческого характера, а судебный прецедент признаётся источником права в России. Кроме того, Н. Н. Вопленко выступил соавтором курса лекций по общей теории права и трёхтомного академического курса по теории государства и права. 
В его работах дан комплексный анализ правовых гарантий обеспечения законности в правоприменительной деятельности органов советского государства. Н. Н. Вопленко первым из советских правоведов исследовал юридические ошибки в правоприменительной деятельности, дал определение этому понятию, провёл классификацию ошибок, установил причины их появления и предложил методы устранения. Впервые в юридической науке подверг сравнительному анализу структуру и функциональные признаки политического режима в социалистическом обществе.
Итогом многолетней научной работы учёного является фундаментальная монография «Очерки общей теории права» (2009), в которой нашли отражение мировоззренческие, научные и профессиональные взгляды автора. Владик Сумбатович Нерсесянц отмечал, что в этой работе Н. Н. Вопленко не только обозначил актуальные проблемы теории права, изложил своё видение на некоторые из них, но и дал ответы на ряд вопросов правовой науки и юридической практики. В частности, подвергнут критике позитивистский подход к пониманию права как воле господствующего класса. Вместо этого предложено рассматривать право в трёх аспектах: социальном — как официально установленной и поддерживаемой государством системы социальной свободы и справедливости; формальном — как системы норм; содержательном — как нормативно закреплённого правотворческого компромисса.

## Библиография

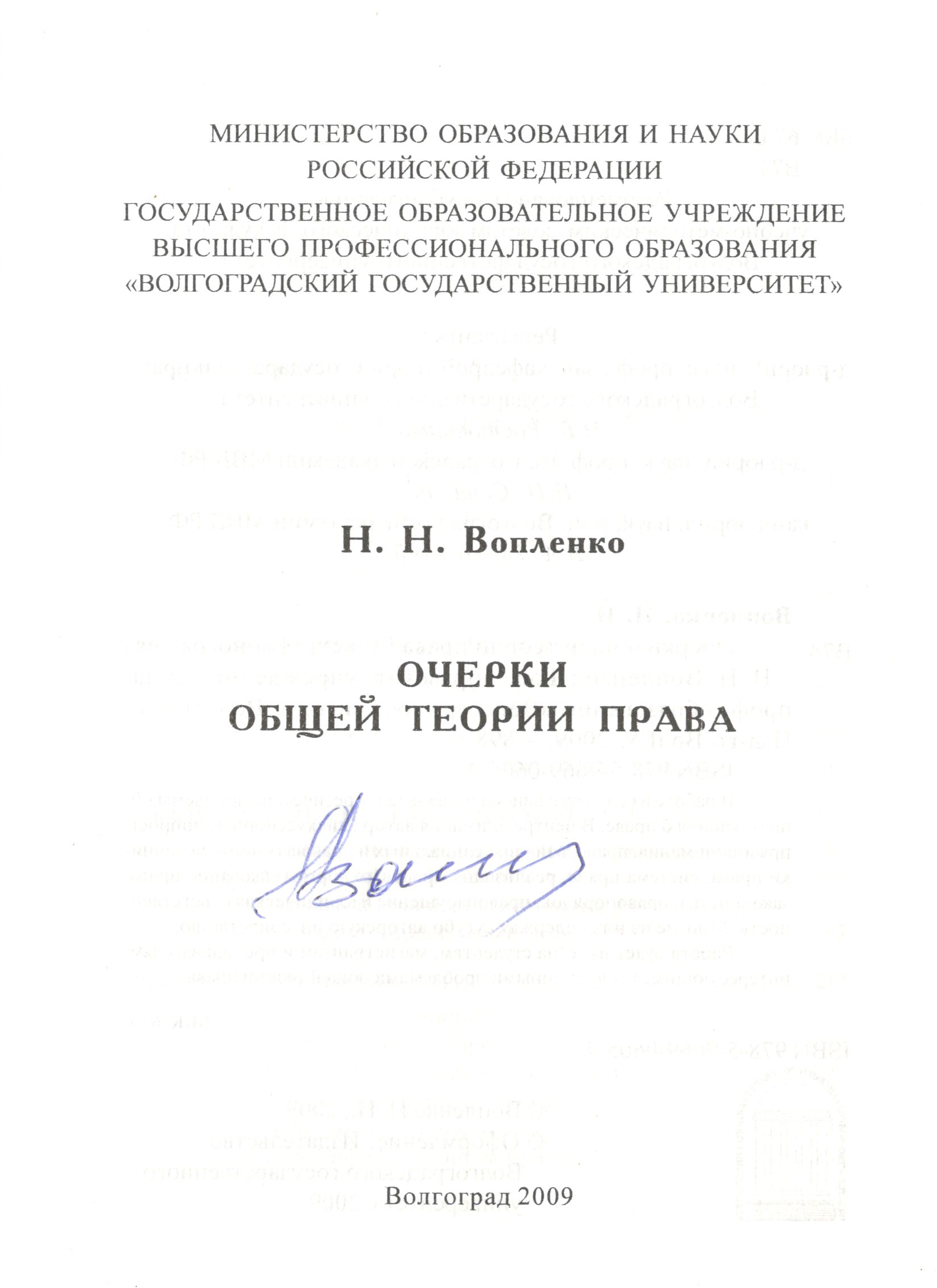
Титульная страница монографии Н. Н. Вопленко «Очерки общей теории права» с автографом автора

## Награды
Имеет следующие награды:
- Медаль «За освоение целинных земель» (1964[4] или 1966[5]);
- Почётный работник высшего профессионального образования Российской Федерации (2002);
- премия Волгоградской области в области науки и техники в номинации «Разработка новых методов обучения и создание высококачественных учебников» (2011) — за работу «Очерки общей теории права»[5][12];➤
- 5 ведомственных медалей МВД (1975—1995 годы).